# بيرني غلاسمان
ولد بيرني غلاسمان في 18 يناير 1939 وتوفي في 4 نوفمبر 2018، وهو معلم زن بوذي أمريكي، ومؤسس صناع السلام الزن (المعروفة سابقًا باسم مجتمع الزن في نيويورك)، وهي منظمة تأسست عام 1980. شارك في تأسيس وسام صناع السلام الزن عام 1966 مع زوجته الراحلة ساندرا جيشو هولمز. كان غلاسمان خليفة الدهارمه الراحل المعلم تايزان ميزومي، وأعطى انتقال إنكا ودهارمه إلى عدة أشخاص.
عُرِف غلاسمان بأنه رائد في المشاريع الاجتماعية، والبوذية المنخرطة اجتماعيًا، وأسس «تأثير خلوات الشهود» في أوشفيتز وفي الشوارع.
وفقًا للمؤلف جيمس إشميل فورد، في عام 2006:
... نقل قيادة وايت بلوم أسنغا إلى أخيه الدهارمه المعلم ميرزل، «تعرى» رسميًا، أي تنازل عن الكهنوت لصالح العمل كمدرس عادي.

## سيرته الذاتية
ولد بيرني غلاسمان لمهاجرَين يهود في برايتون بيتش، بروكلين، نيويورك في عام 1939. التحق بالجامعة في معهد بروكلين للفنون التطبيقية، وحصل على شهادة في الهندسة. انتقل بعد التخرج إلى كاليفورنيا للعمل كمهندس طيران في ماكدونل دوغلاس. ثم حصل على الدكتوراه في الرياضيات التطبيقية من جامعة كاليفورنيا، لوس أنجلوس.
صادف غلاسمان الزن لأول مرة عندما عُين رجل الأديان هوستن سميث لصف اللغة الإنكليزية عام 1958. من هناك، واصل القراءة بما في ذلك الكتب التي كتبها ألان واتس، وكريسماس همفريز، ودي. تي. سوزوكي. في أوائل الستينيات من القرن العشرين، بدأ غلاسمان التأمل وبعد فترة وجيزة سعى للحصول على معلم زن محلي. وجد تايزان ميزومي في لوس أنجلوس، كاليفورنيا، وأصبح غلاسمان أحد الأعضاء المؤسسين الأصليين لمركز زن في لوس أنجلوس. تلقى انتقال درهامه في عام 1976 من ميزومي ثم الإنكا في عام 1995 قبل وفاة ميزومي بوقت قصير.
أسس مجتمع زن في نيويورك في عام 1980. افتتح غلاسمان عام 1982 مخبز غريستون في يونكيرس، نيويورك، والذي وفر في البداية وظائف لطلاب زن، وتطورت جهوده للمساعدة في تخفيف التشرد على نطاق واسع في المنطقة. وفر المخبز الوظائف لسكان المدينة الذين يفتقرون إلى التعليم والمهارات. استخدم غريستون عمالًا من ذوي المهارات المتدنية من الحي، وكان الكثير منهم بلا مأوى، وباعوا السلع المخبوزة إلى المتاجر والمطاعم في مانهاتن. أبرم غلاسمان اتفاقية مع شركة بين آند جيري في عام 1989، وأصبح مخبز غريستون مزود الكعك للعديد من خطوط المثلجات.
من خلال نجاح مخبزه، الذي حقق إيرادات بلغت 12 مليون دولار في عام 2016، أسس غلاسمان مؤسسة غريستون (تسمى أحيانًا غريستون ماندالا) مع زوجته ساندرا جيشو هولمز عام 1989. تقاعد من مؤسسة غريستون في عام 1996 لمتابعة المشاريع البوذية المشاركة اجتماعيًا من خلال صناع السلام الزن. وضعت المؤسسة 35 مليون دولار في مشاريع التطوير العقاري في مقاطعة ويستتشستر، نيويورك اعتبارًا من عام 2004. قدمت المؤسسة برامج لفيروس نقص المناعة البشرية/الإيدز، ووفرت التدريب الوظيفي والسكن، وخدمات رعاية الطفل، والفرص التعليمية، وغيرها من المساعي. انتقل المخبز إلى مبنى جديد في عام 2003، مما سمح بزيادة الإنتاج وزيادة فرص العمل.
أسس غلاسمان مع زوجته ساندرا جيشو هولمز في عام 1996، وسام صناع السلام. وفقًا للأستاذ كريستوفر س. كوين، «يعتمد الوسام على ثلاثة مبادئ: الغوص في المجهول، والشهادة على آلام وفرح العالم، والالتزام بالشفاء من ذاته والعالم». كتب ريتشارد هيوز سيغر، «وسام صانعي السلام الزن... لديه القدرة على منافسة مجموعات ثيت نات هانه وزمالة السلام البوذية كقوة في النشاط الأمريكي».
توفي غلاسمان في 4 نوفمبر 2018 بسبب مضاعفات لسكتة دماغية في سبرينغفيلد، ماساتشوستس عن عمر يناهز 79 عامًا.

## وصلات خارجية
- بيرني غلاسمان على موقع ديسكوغز (الإنجليزية)